# Автомагістраль А140 (Франція)
Автомагістраль A140 з'єднує A4 на захід від Мо з березня 2006 року. Раніше вона сягала до південного в'їзду в Мо. Довжина цього шосе становить 12 км. У майбутньому планується, що ця автомагістраль буде виходити з Мелуна до Санліса, але цей проект не стоїть на порядку денному.

## Історія
Ця автомагістраль у 1980-х роках починалася від розв’язки з автострадою А4 до південного в’їзду в Мо, у напрямку до центру міста. Але з 2000 року, через затори в Мо, мер міста вирішив створити об’їзну дорогу Мо, щоб уникнути їх, і заборонити використовувати її вантажівкам понад 3,5 тони, щоб вони більше не проїжджали містом. ; є небезпечний спуск більше двох кілометрів, тому створено об’їзну дорогу.
Будівництво магістралі розпочато у 2004 році. Спочатку було споруджено майже вісім кілометрів, з яких, як пріоритет, віадук Марни довжиною два кілометри, один із найбільших віадуків у Франції ; робота тривала десять місяців. У вересні 2006 року автомагістраль була урочисто відкрита президентом регіональної ради Іль-де-Франс.

## Чутливі місця
У бік автомагістралі А4 щодня, крім вихідних у напрямку Парижа, на початку автомагістралі іноді бувають затори. Віадук Марни обмежений до 90 км/ч під час шторму.